# Geschichtstheologie
Als Geschichtstheologie bezeichnet man die Vorstellung und theologische Lehre, die im 20. Jahrhundert formuliert wurde, dass die menschliche Geschichte unter dem lenkenden Einfluss Gottes einem bestimmten Ziel zustrebt. Vor allem Anfang und Ende der Geschichte, die in der wissenschaftlichen Historie kaum fassbar sind, unterliegen nach dieser Vorstellung der freien Verfügung Gottes. Im Laufe der Geschichte offenbart sich ein Plan Gottes. Insofern das Ziel der Geschichte ein Heilszustand ist, spricht man auch von Heilsgeschichte.
Im Unterschied zur Geschichtsphilosophie ist die Geschichtstheologie an Offenbarungsvorgaben gebunden. Insofern ist die Geschichtstheologie immer auch an bestimmte religiöse und konfessionelle Voraussetzungen geknüpft. Erst in dem Maße, in dem diese Voraussetzungen fragwürdig werden und es „zu einer Erosion der heilsgeschichtlichen Gewissheit“ kommt, entwickelt sich eine Geschichtsphilosophie, die von solchen Vorgaben unabhängig ist.

## Monotheismus
In den monotheistischen Religionen Judentum, Christentum und Islam finden sich einige gemeinsame Elemente des theologischen Geschichtsverständnisses: Erschaffung des Menschen (Adam und Eva), Leben im Paradies, Sündenfall, Vertreibung aus dem Paradies. Im Unterschied zur profanen Geschichtsschreibung kennt die Geschichtstheologie ein Eingreifen Gottes in den Gang der Dinge, vor allem durch Propheten und Wunder. Die Frage, in welcher Weise und durch wen das Ende der Geschichte herbeigeführt wird, wird in den verschiedenen Religionen unterschiedlich beantwortet.

## Christentum
Für das Christentum geht nach dem katholischen Theologen Karl Rahner (1904−1984) die „Menschheitsgeschichte […] auf eine sie abschließende Vollendung der Menschheit zu“. Für Herbert Vorgrimler (1929−2014) verläuft die Geschichte nach Gottes Willen und Verfügung und wird mittels Evolution und menschlicher Autonomie und Verantwortung in der nicht göttlichen Wirklichkeit prozesshaft realisiert. Der theologische Höhepunkt der Geschichte liegt jedoch eindeutig in der Inkarnation Gottes in Jesus Christus.
Im Frühchristentum und in der alten katholischen Kirche waren es Irenäus von Lyon († um 202), Eusebius von Caesarea († 339), Orosius († nach 418) und Augustinus († 430), die in Erwartung der Apokalyptik heilsgeschichtliche Zeitpläne aufzustellen versuchten. Im Mittelalter fanden diese heilsgeschichtliche Vorstellungen bei Joachim von Fiore († 1202) und Bonaventura († 1274) ihre Fortsetzung. 
Mit der Aufklärung wurde ein Heilsplan Gottes und sein eingreifendes Handeln zunehmend abgelehnt, die menschlichen Möglichkeiten dagegen erweitert gesehen. Im 19. Jahrhundert waren in der evangelischen (Tübinger Schule) und in der katholischen Theologie geschichtstheologische Themen eher kurzfristig von Bedeutung. Der duale Ansatz von P. Teilhard de Chardin († 1955), Geschichte sowohl theologisch als auch naturwissenschaftlich zu begreifen, konnte sich nicht richtig durchsetzen. Hans Urs von Balthasar († 1988) verstand die Geschichte als theologisches Drama und als dramatische Soteriologie. Auf evangelischer Seite gab es Versuche, die Geschichte vom Ende her zu verstehen, das durch das Kommen von Jesus von Nazaret bereits vorweggenommen wurde.